# Gornje Taborište (Slunj)
Gornje Taborište je naselje u Republici Hrvatskoj, u sastavu grada Slunja, Karlovačka županija. 

## Stanovništvo
Prema popisu stanovništva iz 2001. godine, naselje je imalo 231 stanovnika te 76 obiteljskih kućanstava.

Prema popisu stanovništva 2011. godine naselje je imalo 227 stanovnika.
| broj stanovnika | 179   | 187   | 216   | 126   | 143   | 124   | 195   | 99    | 134   | 131   | 72    | 185   |       |       | 231   | 227   | 205   |
|                 | 1857. | 1869. | 1880. | 1890. | 1900. | 1910. | 1921. | 1931. | 1948. | 1953. | 1961. | 1971. | 1981. | 1991. | 2001. | 2011. | 2021. |